# 旅への扉
「旅への扉」（たびへのとびら）は、中ノ森BANDの6枚目のシングル。

## 解説
- 前作から11ヶ月ぶりのシングル。
- “旅立ち”をテーマにした、バンド初となるバラード・ナンバー。
- 初回盤には "Do the Rock" ツアーファイナルのライブ映像と「旅への扉」PV＋PVメイキングが収録されたDVD付。更に、中ノ森BAND宝くじが付いてきた。初回盤と通常盤では微妙にだがジャケットが違う。

## 収録曲
1. 旅への扉
作詞：YUCCO／作曲：平川達也・Koma2Kaz／編曲：中ノ森BAND・Koma2Kaz
日音「Music B.B.」エンディング・テーマ
TBS系「恋するハニカミ!」テーマソング
2. One way Ticket
作詞：YUCCO／作曲：内池秀和／編曲：中ノ森BAND・Koma2Kaz
NHK教育「科学大好き土よう塾」テーマ曲
3. Moon halo ※通常盤のみ収録
作詞：中ノ森文子・YUCCO／作曲：CHEETA／編曲：中ノ森BAND・Koma2Kaz